# 扇町駅 (神奈川県)
扇町駅（おうぎまちえき）は、神奈川県川崎市川崎区扇町にある、東日本旅客鉄道（JR東日本）鶴見線・日本貨物鉄道（JR貨物）の駅。駅番号はJI 10。

## 概要
東海道本線鶴見駅を起点とし京浜工業地帯を通る鶴見線の終着駅である。駅のある扇町地区は四方を運河に囲まれた地区で、化学工場が多く立地する。最盛期に比べれば数は減ったものの、企業が自らの貨物を輸送するために用いる専用線が駅に繋がっており、扇町駅はJR東日本による旅客営業の他にもJR貨物による貨物営業も行われている。
鶴見線は私鉄の鶴見臨港鉄道によって建設されたと言う経緯があるが、扇町駅も1928年（昭和3年）の開業当初は同社による経営であった。開業時は貨物専用の貨物駅であったが、1930年（昭和5年）より旅客営業も開始している。1943年（昭和18年）に国有化されて鉄道省の運営となり、1987年（昭和62年）に民営化されJR2社の運営に移り現在に至っている。
扇町駅は川崎市内にあるが、JRの特定都区市内制度における「横浜市内」の駅として扱われる。

## 歴史
- 1928年（昭和3年）8月18日：浜川崎 - 当駅間開通時に、鶴見臨港鉄道の貨物駅として開設[1]。
- 1930年（昭和5年）10月28日：旅客取扱開始[1]。
- 1943年（昭和18年）7月1日：鶴見臨港鉄道国有化に伴い、鉄道省鶴見線の駅となる[1][3]。この時点では、旅客・手荷物・小荷物（いずれも配達無し）・車扱貨物を取扱った[1]。
- 1958年（昭和33年）4月14日：手荷物・小荷物取扱廃止[1]。
- 1971年（昭和46年）3月1日：無人駅化[2][4]。自動券売機を設置[5]。
- 1975年（昭和50年）3月4日：車扱貨物取扱範囲を、専用線発着に限定[1]。
- 1987年（昭和62年）4月1日：国鉄分割民営化に伴い、JR東日本・JR貨物の駅となる[1]。
- 2002年（平成14年）3月22日：ICカード「Suica」の利用が可能となる[6]。
- 2016年（平成28年）9月30日：自動券売機での切符の販売、ICカードへのチャージ等を終了。

### 駅名の由来
駅のある扇町は浅野財閥による埋立地であり、その創業者である浅野家の家紋の扇に因んで駅名が付けられた。

## 駅構造
ホームが地面に接する地上駅と呼ばれる構造である。旅客用ホームは1面、形式は単式ホームで、その片側（東側）に列車が発着する線路が1線のみ接する。
ホーム上の一部には屋根があり、ホーム南端の先にある小さな駅舎には簡易Suica改札機と男女共用水洗式トイレが設置されている。貨物取扱のための作業員がいるが、改札業務は行っておらず、旅客駅としては無人駅である。
貨物列車が発着する線路は、旅客用ホームよりも北側にある。ここから浜川崎駅までは単線並列区間で、旅客列車用線路と貨物列車用線路が並行する。
民営化直前までは夜間留置の運用があった。

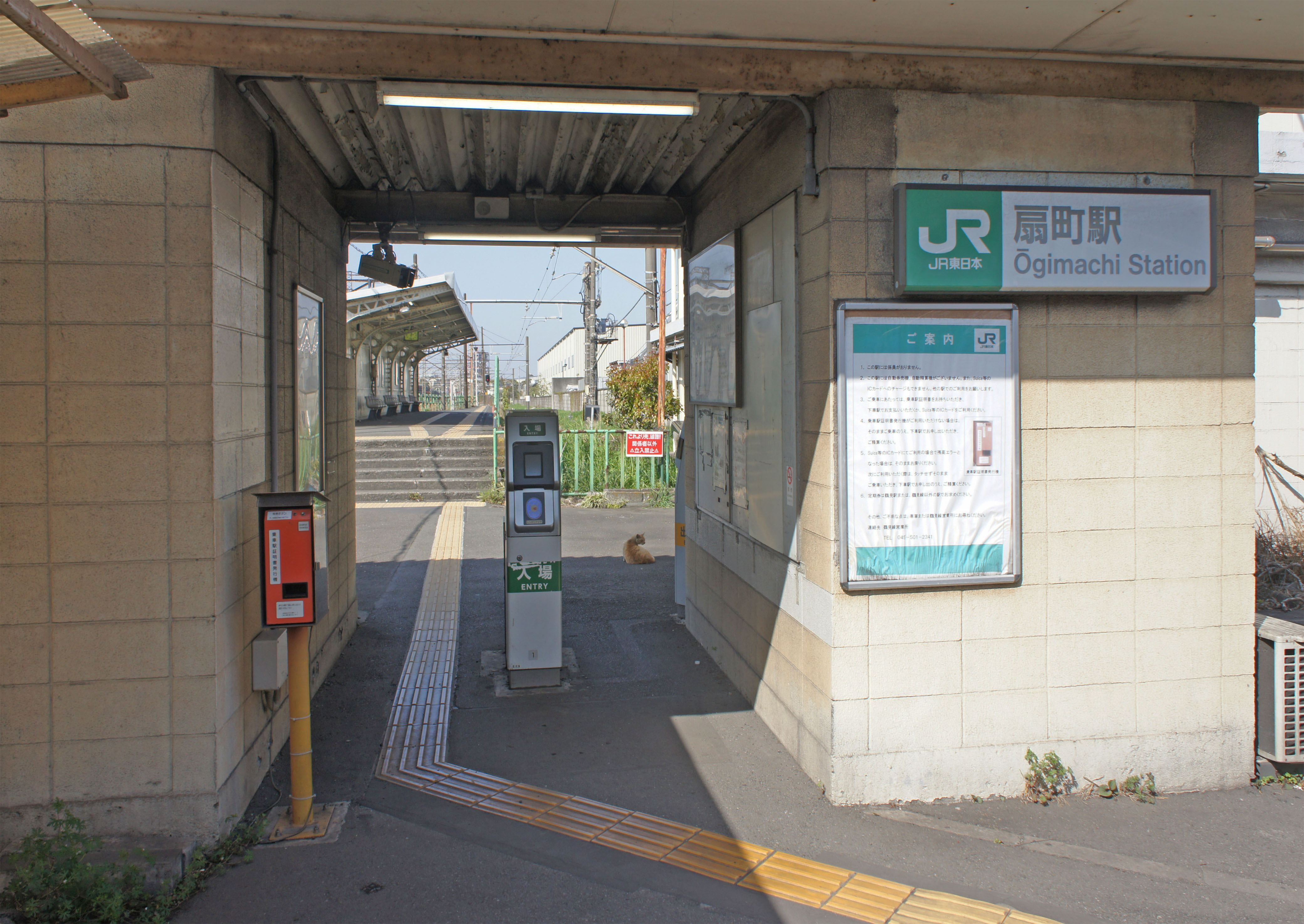
改札口（2022年4月）
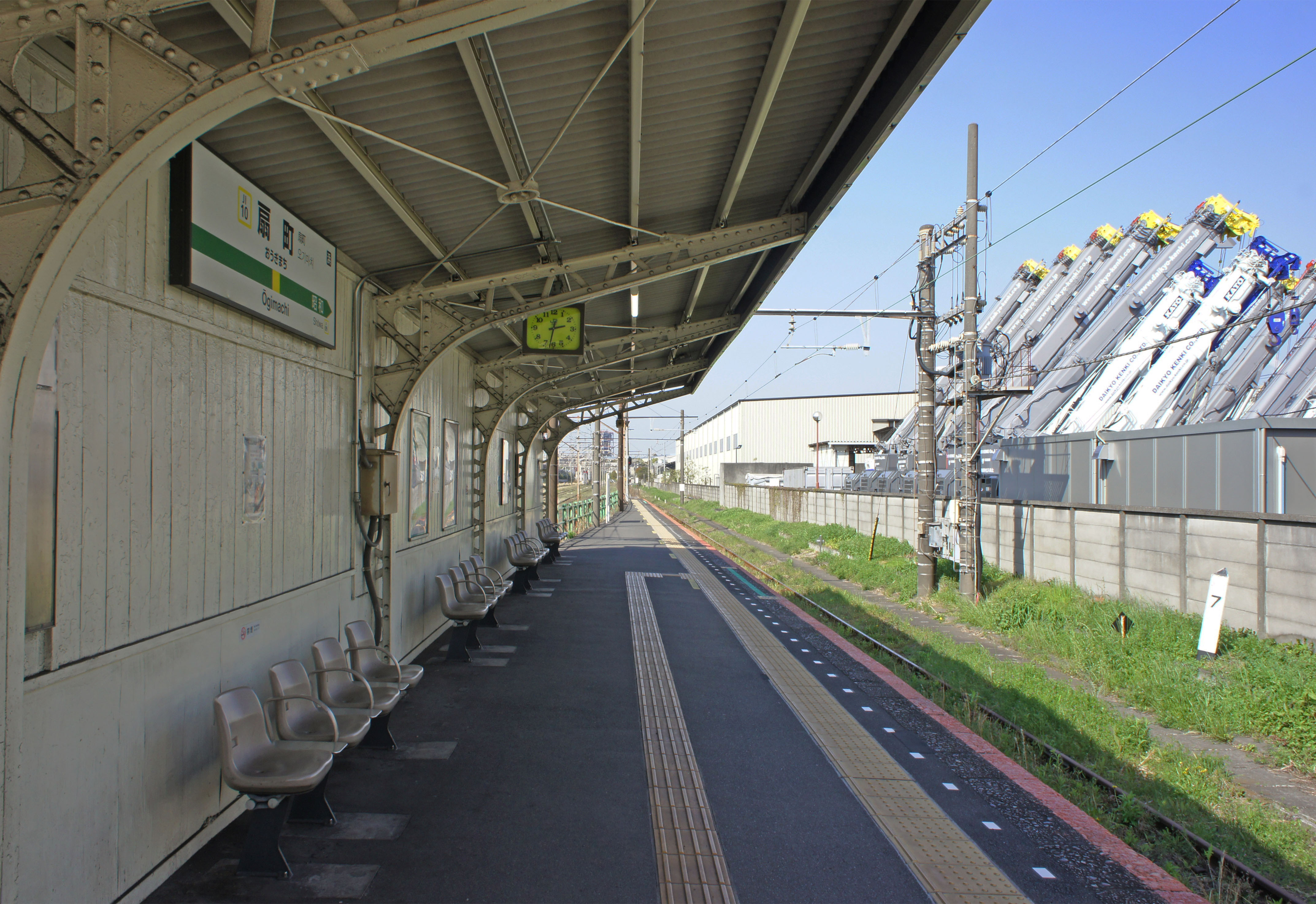
ホーム（2022年4月）
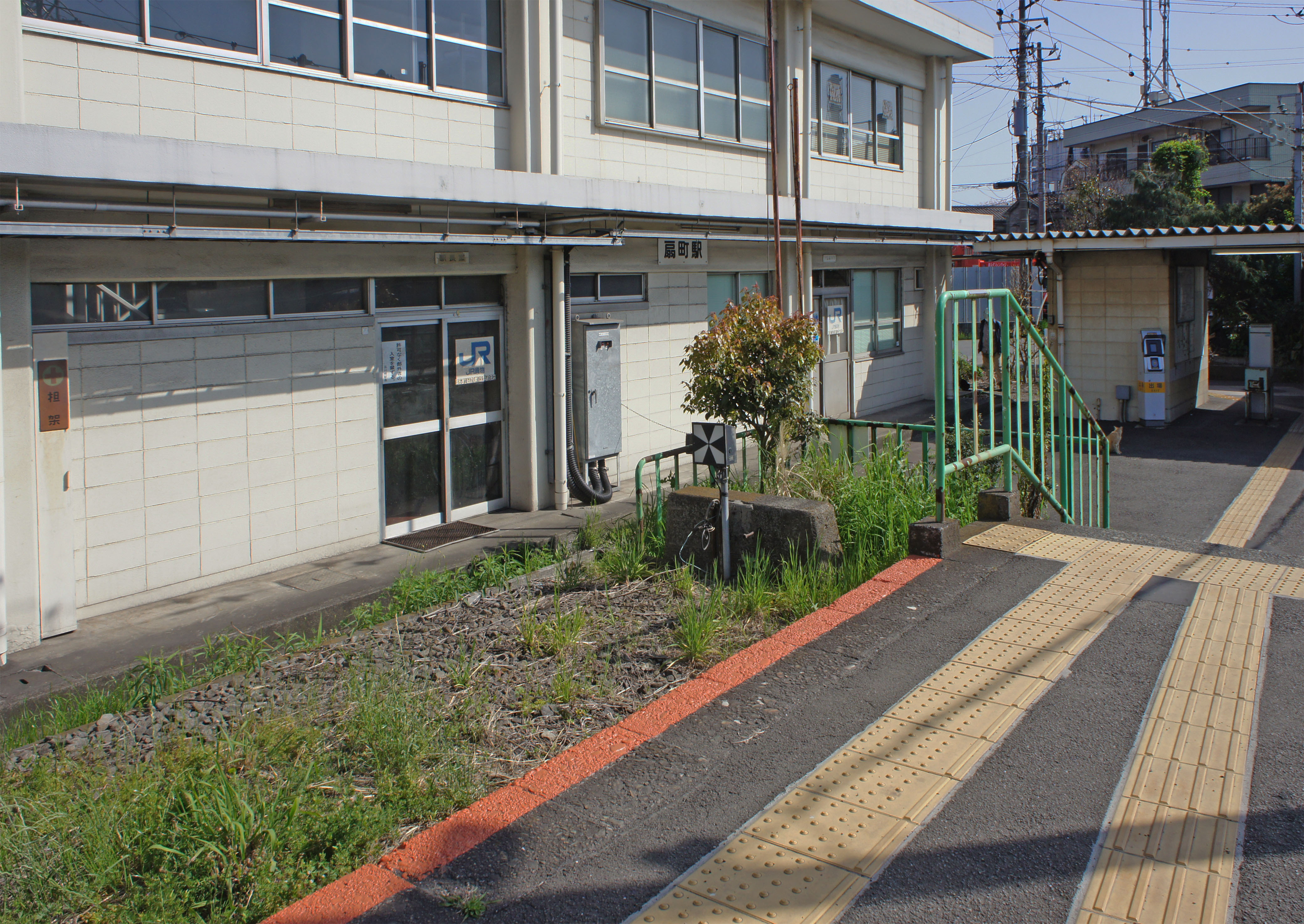
車止め（2022年4月）

## 貨物取扱
扇町駅は周囲に工場・プラントが多く、開業以来貨物取扱を継続している。2009年現在は、JR貨物の駅は専用線発着車扱貨物の取扱駅となっている。業務はJR貨物グループの神奈川臨海鉄道が代行している。
2010年現在貨物輸送に使用されているのは、開設時からある三井埠頭の専用線のみであるが、かつてはその他にも専用線や貨物輸送に供される側線があった。
三井埠頭専用線
旅客ホームよりも南側へ向かう専用線である。扇町駅開業とともに敷設された。
埠頭で荷揚げした国内外産石炭や輸入糖蜜、セメント、重油、コークスなどを扱った。1984年（昭和59年）に開始されたホキ10000形貨車を用いる秩父太平洋セメント向け工場燃料用輸入コークスの輸送が行われていたが、2020年（令和2年）に廃止された。
2017年（平成29年）5月26日からは、中央新幹線建設工事に伴う梶ヶ谷貨物ターミナル駅発の残土輸送列車（臨時列車扱い）が三井埠頭へ到着している。
昭和電工（現・レゾナック）専用線
駅の西側、レゾナック川崎事業所へ向かっていた専用線である。1930年（昭和5年）8月運転開始。向浜駅・塩浜駅・大川駅などへの液化塩素、岩沼駅への液化アンモニアの発送が行われていたが、2008年3月限りで停止され、その後線路も撤去された。塩素やアンモニアのほかにも、カセイソーダ液・プロピレンオキサイド・硫酸アンモニウムなどが発送され、硫化鉱・石炭・硫酸などが到着していた時期があった。
三菱石油（現・ENEOS）専用線
現在ENEOS川崎事業所となっている、旧・三菱石油川崎製油所への専用線もあった。1931年（昭和6年）に敷設。石油のほか、三菱液化瓦斯（現・アストモスエネルギー）による液化石油ガス (LPG) の発送もあった。川崎製油所が石油精製を終了したため、専用線は1999年（平成11年）に廃止された。
その他の専用線
上記3線の他、昭和石油（旧・旭石油、後の昭和シェル石油）扇町輸送所の専用線、日本鋼管（現・JFEスチール）炉材工場の専用線があった。
国鉄発電所の側線
国鉄の火力発電所（現・JR東日本川崎火力発電所）への側線では、発電所自前の石炭埠頭からの石炭の発送（周辺地域向け）が行われていた。発電所の側線は、鶴見臨港鉄道時代から存在した。

## 利用状況

### JR東日本
2008年度の1日平均乗車人員は611人である。鶴見線本線では昭和駅に次いで2番目に利用客が少ない。また、全線では新芝浦駅、昭和駅に次いで3番目に少ない。
近年の推移は以下の通り。
| 年度               | 1日平均 乗車人員 |
| ------------------ | ---------------- |
| 1995年（平成07年） | 728              |
| 1996年（平成08年） | 700              |
| 1997年（平成09年） | 730              |
| 1998年（平成10年） | 718              |
| 1999年（平成11年） | 534              |
| 2000年（平成12年） | 480              |
| 2001年（平成13年） | 460              |
| 2002年（平成14年） | 475              |
| 2003年（平成15年） | 505              |
| 2004年（平成16年） | 510              |
| 2005年（平成17年） | 557              |
| 2006年（平成18年） | 565              |
| 2007年（平成19年） | 636              |
| 2008年（平成20年） | 611              |

※ 無人駅は正確な数が把握できないとして、2009年以降非公表となった。

### JR貨物
近年の年間発着トン数は下記の通り。
| 年度   | 発送トン数 | 到着トン数 | 出典   |
| ------ | ---------- | ---------- | ------ |
| 1998年 |            |            |        |
| 1999年 | 477,176    | 53,749     | [ 14 ] |
| 2000年 | 246,021    | 30,498     | [ 15 ] |
| 2001年 | 818,530    | 30,145     | [ 16 ] |
| 2002年 | 245,532    | 30,413     | [ 17 ] |
| 2003年 | 236,992    | 27,086     | [ 18 ] |
| 2004年 |            |            |        |
| 2005年 | 241,156    | 30,941     | [ 19 ] |
| 2006年 | 244,790    | 30,073     | [ 20 ] |
| 2007年 | 222,936    | 28,195     | [ 21 ] |
| 2008年 | 184,996    | 21,812     | [ 22 ] |
| 2009年 |            |            |        |

## 駅周辺
京浜工業地帯の一角、四方を運河に囲まれた「島」に駅がある。周囲には工場が多いが、駅前には少数の売店や居酒屋なども軒を連ねる。
- レゾナック川崎事業所
- レゾナック・ガスプロダクツ川崎工場
- 三井埠頭
- ENEOS川崎事業所（旧・三菱石油川崎製油所）
- 川崎天然ガス発電川崎天然ガス発電所
- JR東日本川崎火力発電所

## バス路線
徒歩1分の所のペットリファインテクノロジー前（旧ペットリバース前）、またはENEOS株式会社川崎事業所前（旧JXTGエネルギー川崎事業所前）バス停から以下の路線バスが発着する。
- 川崎鶴見臨港バス
  - 川22：三井埠頭行 / 川崎駅前行

川崎市交通局・川13系統は昭和駅付近より鶴見線と分かれ、扇町バス停は駅とは離れた場所にある。

## その他

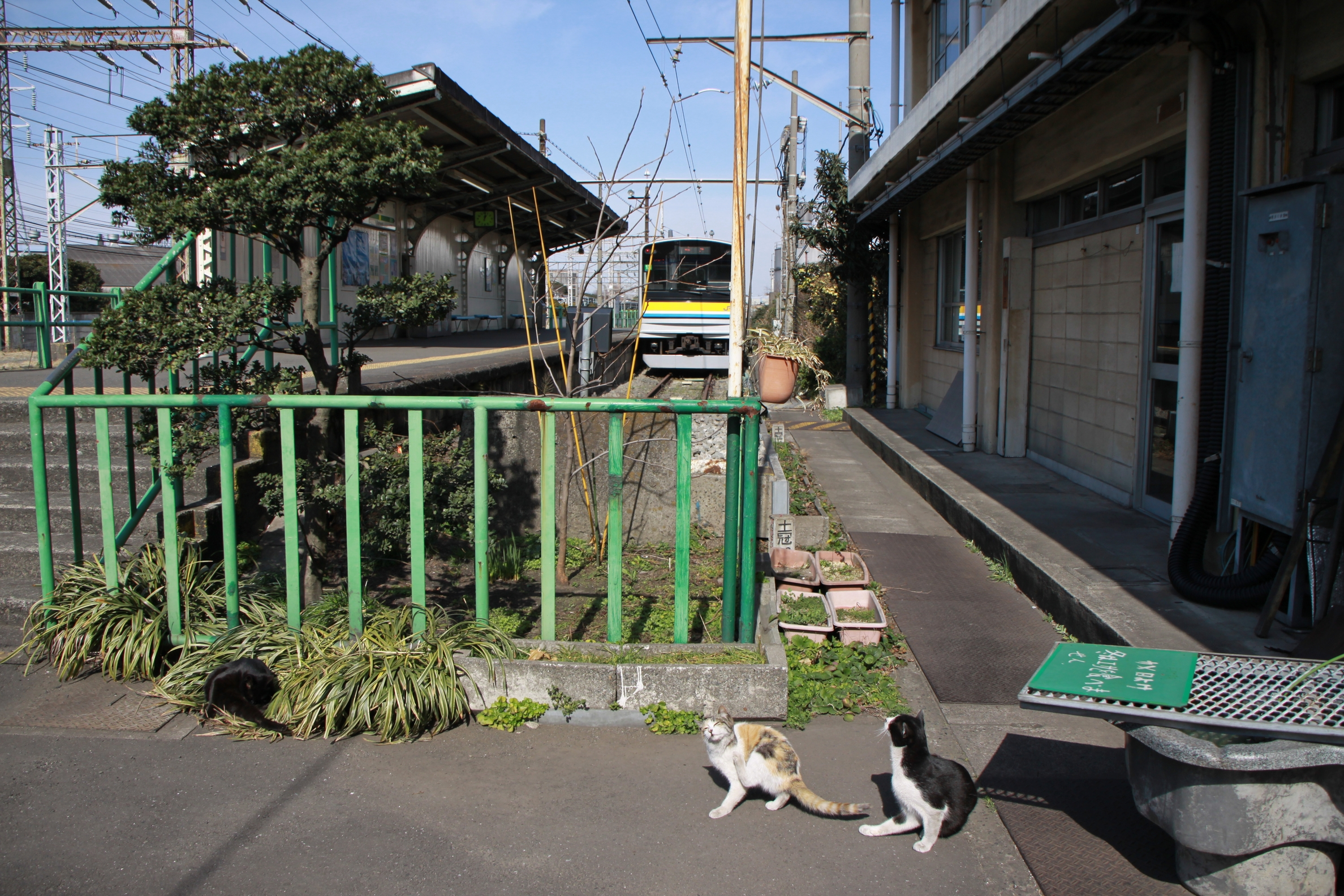
猫の撮影スポットの一つとして知られている。
現在は日中は2時間に1本程度の運行となっており、地元利用者はバス利用が殆どである。
2022年よりJR東日本が水素ガスを燃料とするFV-E991系電車の実証実験を行うに当たり、水素充填設備が本駅構内に設けられる。

## 隣の駅
東日本旅客鉄道（JR東日本）
 鶴見線
昭和駅 (JI 09) - 扇町駅 (JI 10)